# قائمة أقاليم مصر
| إقليم القاهرة الكبرى. إقليم الإسكندرية. إقليم الدلتا. إقليم القناة. | إقليم شمال الصعيد. إقليم وسط الصعيد. إقليم جنوب الصعيد. |

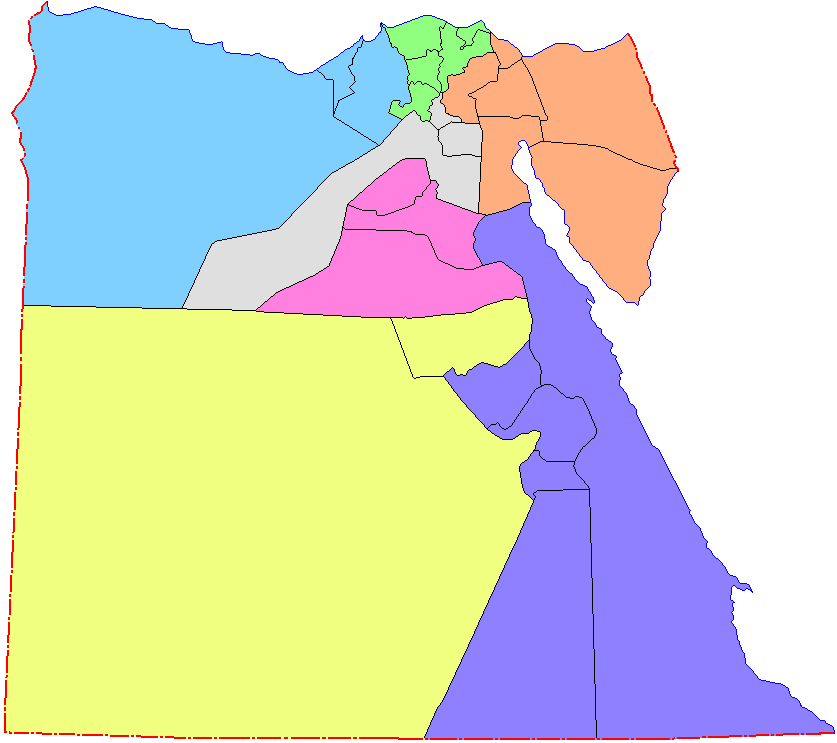
خريطة أقاليم مصر الاقتصادية:
إقليم القاهرة الكبرى.
إقليم الإسكندرية.
إقليم الدلتا.
إقليم القناة.
إقليم شمال الصعيد.
إقليم وسط الصعيد.
إقليم جنوب الصعيد.

أقاليم مصر أو أقاليم مصر الاقتصادية، هي مناطق تضم محافظات جمهورية مصر العربية التي ترتبط ببعضها جغرافياً وإقليمياً واقتصادياً، لذلك سميت بالأقاليم الاقتصادية لأنها محافظات متكاملة اقتصادياً. تقسّم مصر إلى 7 أقاليم بحسب قانون الحكم المحلي المصري. ولم تمنح لهذه الأقاليم شخصية معنوية مستقلة، بمعنى آخر أن ليس لهذه الأقاليم حكام أو موظفين من قبل الدولة ليديروا الحكم فيها، لذلك لا تعد تقسيماً إدارياً بالمعنى المعروف.

## الأقاليم

### إقليم القاهرة
| المحافظة  | المحافظة         | العاصمة                | المدن       | السكان (2023)   |
| --------- | ---------------- | ---------------------- | ----------- | --------------- |
|           | محافظة القاهرة   | القاهرة                | مدينة واحدة | 10,203,693      |
|           | محافظة الجيزة    | الجيزة                 | 14 مدينة    | 9,456,137       |
|           | محافظة القليوبية | بنها                   | 11 مدينة    | 6,103,039       |
| 3 محافظات | 3 محافظات        | عاصمة الإقليم: القاهرة | 26 مدينة    | 25,762,869 نسمة |

### إقليم الإسكندرية
| المحافظة  | المحافظة          | العاصمة                   | المدن    | السكان (2023)   |
| --------- | ----------------- | ------------------------- | -------- | --------------- |
|           | محافظة الإسكندرية | الإسكندرية                | مدينتان  | 5,523,511       |
|           | محافظة البحيرة    | دمنهور                    | 16 مدينة | 6,830,189       |
|           | محافظة مطروح      | مرسى مطروح                | 8 مدن    | 538,546         |
| 3 محافظات | 3 محافظات         | عاصمة الإقليم: الإسكندرية | 26 مدينة | 12,892,246 نسمة |

### إقليم الدلتا
| المحافظة  | المحافظة         | العاصمة             | المدن    | السكان (2023)   |
| --------- | ---------------- | ------------------- | -------- | --------------- |
|           | محافظة الدقهلية  | المنصورة            | 19       | 7,013,271       |
|           | محافظة دمياط     | دمياط               | 11       | 1,610,586       |
|           | محافظة الغربية   | طنطا                | 8        | 5,409,714       |
|           | محافظة كفر الشيخ | كفر الشيخ           | 13       | 3,395,336       |
|           | محافظة المنوفية  | شبين الكوم          | 10       | 4,707,584       |
| 5 محافظات | 5 محافظات        | عاصمة الإقليم: طنطا | 61 مدينة | 22,136,491 نسمة |

### إقليم القناة
| المحافظة  | المحافظة           | العاصمة                    | المدن       | السكان (2023)   |
| --------- | ------------------ | -------------------------- | ----------- | --------------- |
|           | محافظة الإسماعيلية | الإسماعيلية                | 7           | 1,442,402       |
|           | محافظة بورسعيد     | بورسعيد                    | مدينتان     | 789,241         |
|           | محافظة السويس      | السويس                     | مدينة واحدة | 788,421         |
|           | محافظة الشرقية     | الزقازيق                   | 19          | 7,859,068       |
|           | محافظة شمال سيناء  | العريش                     | 6           | 504,201         |
|           | محافظة جنوب سيناء  | الطور                      | 9           | 115,611         |
| 6 محافظات | 6 محافظات          | عاصمة الإقليم: الإسماعيلية | 44 مدينة    | 11,498,944 نسمة |

### إقليم شمال الصعيد
| المحافظة  | المحافظة        | العاصمة               | المدن    | السكان (2023)   |
| --------- | --------------- | --------------------- | -------- | --------------- |
|           | محافظة بني سويف | بني سويف              | 8        | 3,561,639       |
|           | محافظة الفيوم   | الفيوم                | 7        | 4,046,387       |
|           | محافظة المنيا   | المنيا                | 10       | 6,279,035       |
| 3 محافظات | 3 محافظات       | عاصمة الإقليم: المنيا | 25 مدينة | 13,887,061 نسمة |

### إقليم وسط الصعيد
| المحافظة | المحافظة             | العاصمة              | المدن    | السكان (2023)  |
| -------- | -------------------- | -------------------- | -------- | -------------- |
|          | محافظة أسيوط         | أسيوط                | 11       | 5,011,815      |
|          | محافظة الوادي الجديد | الخارجة              | 5        | 265,003        |
| محافظتان | محافظتان             | عاصمة الإقليم: أسيوط | 16 مدينة | 5,276,818 نسمة |

### إقليم جنوب الصعيد
| المحافظة  | المحافظة            | العاصمة              | المدن    | السكان (2023)   |
| --------- | ------------------- | -------------------- | -------- | --------------- |
|           | محافظة أسوان        | أسوان                | 11       | 1,643,211       |
|           | محافظة الأقصر       | الأقصر               | 9        | 1,388,666       |
|           | محافظة البحر الأحمر | الغردقة              | 7        | 400,069         |
|           | محافظة سوهاج        | سوهاج                | 13       | 5,669,652       |
|           | محافظة قنا          | قنا                  | 10       | 3,605,518       |
| 5 محافظات | 5 محافظات           | عاصمة الإقليم: أسوان | 50 مدينة | 12,707,116 نسمة |

## الأقاليم السابقة
في عهد الرئيس الأسبق محمد أنور السادات؛ ووفقاً لقراره الجمهوري رقم 475 لسنة 1977، قسمت جمهورية مصر العربية إلي ثمانية أقاليم اقتصادية، وهي نفس الأقاليم الحالية بجانب إقليم مطروح الذي أدمج في إقليم الإسكندرية، وبذلك أصبح عدد الأقاليم 7 أقاليم فقط، وهم علي النحو التالي:
| الإقليم           | العاصمة     | محافظات ومناطق الإقليم |
| ----------------- | ----------- | --- |
| إقليم القاهرة     | القاهرة     | محافظة القاهرة ومحافظة الجيزة ومحافظة القليوبية                                                                               |
| إقليم الإسكندرية  | الإسكندرية  | محافظة الإسكندرية ومحافظة البحيرة ومنطقة النوبارية ومحافظة مطروح                                                              |
| إقليم الدلتا      | طنطا        | محافظة الدقهلية ومحافظة الغربية ومحافظة كفر الشيخ ومحافظة المنوفية ومحافظة دمياط                                              |
| إقليم القناة      | الإسماعيلية | محافظة سيناء ومحافظة بور سعيد ومحافظة الإسماعيلية ومحافظة الشرقية والجزء الشمالي من محافظة البحر الأحمر حتي نهاية خليج السويس |
| إقليم شمال الصعيد | المنيا      | محافظة بني سويف ومحافظة المنيا ومحافظة الفيوم وجزءاً من شمال محافظة البحر الأحمر                                               |
| إقليم أسيوط       | أسيوط       | محافظة أسيوط ومحافظة الوادي الجديد                                                                                            |
| إقليم جنوب الصعيد | أسوان       | محافظة سوهاج ومحافظة قنا ومحافظة أسوان والجزء الجنوبي من محافظة البحر الأحمر                                                  |